# Ernesto Mordecki
Ernesto Mordecki Pupko (Montevideo, 6 de octubre de 1962) es un matemático y profesor uruguayo.

## Biografía
Mordecki es Profesor en el Centro de Matemática de la Universidad de la República, Uruguay. Es licenciado y magíster en matemática por la Universidad de la República y se doctoró en Matemáticas en 1994 por el Instituto Steklov de Moscú, bajo la supervisión de Albert Shiryaev. Sus intereses de investigación incluye las paradas óptimas en procesos estocásticos y sus aplicaciones a las finanzas. 
Durante el período 2000–2001 Mordecki se desempeñó como director del Centro de Matemática (Centro de Matemática) de la  Facultad de Ciencias (FCIEN) de la Universidad de la República. 
Mordecki ha sido autor de más de 40 artículos en sus campos de interés.
También, en el año 2015 fue elegido miembro de la Academia de Ciencias del Uruguay